# Huillard
Pour les articles homonymes, voir Huillard (homonymie).
L'Huillard est un ruisseau du département du Loiret et un affluent de la Bezonde, donc un sous-affluent de la Seine par le Loing.

## Géographie
La longueur de son cours d'eau est de 25,5 km.
Elle prend sa source à Châtenoy et se jette dans la Bezonde à Saint-Maurice-sur-Fessard. La rivière et ses affluents alimentent le canal d'Orléans qui va d'Orléans à Montargis.

## Communes traversées
Les sept communes traversées sont toutes situées dans le département du Loiret, il s'agit de :
Châtenoy ~ Beauchamps-sur-Huillard ~ Auvilliers-en-Gâtinais ~ Chailly-en-Gâtinais ~ Presnoy ~ Chevillon-sur-Huillard ~ Saint-Maurice-sur-Fessard

## Affluents
La Motte Bucy qui prend naissance dans la forêt d'Orléans à Sury-aux-Bois et se jette dans l'Huillard à Auvilliers-en-Gâtinais

## Patrimoine à proximité
- Le château de la Rivière à Châtenoy